# Penny McLean

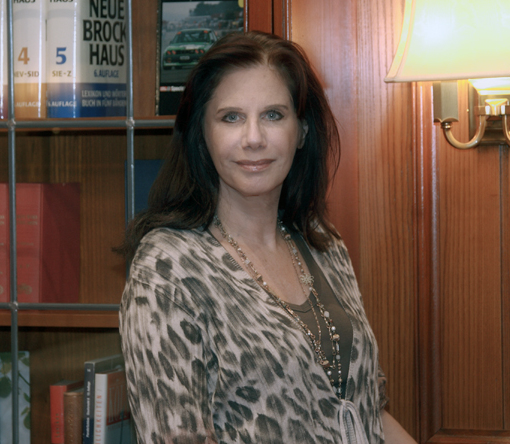
Penny McLean (2010)

Penny McLean (ur. 4 listopada 1948 w Klagenfurt am Wörthersee jako Gertrude Wirschinger) – austriacka wokalistka stylu disco. Jedna z trzech wokalistek zespołu disco – Silver Convention.
W 1978 opuściła zespół i rozpoczęła karierę solową. W 1975 wydała płytę Lady Bump. Na płycie znalazły się dwa największe przeboje Penny McLean czyli: „1-2-3-4 Fire” i tytułowa piosenka albumu „Lady Bump”.
Singel „Lady Bump” uzyskał certyfikaty złotej płyty w Niemczech i Kanadzie.
W 1979 powstał kolejny przebój: „Tut-Ench-Amun”, opowiadający o egipskim księciu. Piosenka ta została wydana 1979 na singlu wraz z piosenką „Child of Egypt”, a dopiero w 1980 znalazła się na albumie pt. Profile.
W 1979 wystąpiła również w Bistro – serialu telewizyjnym produkcji zachodnioniemieckiej.